# Johann Elias Schlegel
Johann Elias Schlegel (17. ledna 1719 – 13. srpna 1749) byl německý dramatik a literární historik.

## Život
Studoval právo v Lipsku, v roce 1743 se stal tajemníkem svého příbuzného, který byl saským velvyslancem v Dánsku. Poté se stal profesorem na universitě v Sorø, kde působil celý život. Přispíval do časopisu Bremer Beiträge, v Dánsku vydával týdeník Der Fremde. Brzy začal psát veršovaná dramata, známá pro svou dramatickou výstavbu a dobře zpracované alexandríny. Patří k nim zejména dodnes hraná tragédie Canut (1746), čerpající z dánské historie, a rovněž veršovaná konverzační komedie die Die stumme Schönheit (1748). Významným dílem je rovněž literárně historická práce Vergleichung Shakespears und Andreas Gryphs (1741), která stojí na počátku moderní literární komparatistiky.

## Dílo
- Vergleichung Shakespears und Andreas Gryphs. 1741
- Hermann. Ein Trauerspiel. 1743
- Canut, ein Trauerspiel. 1746
- Die stumme Schönheit. 1748
- Orest und Pylades. Veröffentlicht 1760
- Der Triumph der guten Frauen. 1769
- Theoretische Texte.
- Die glückliche Insel.
- Der geschäftige Müßiggänger.